# Vladimir Dragomirov

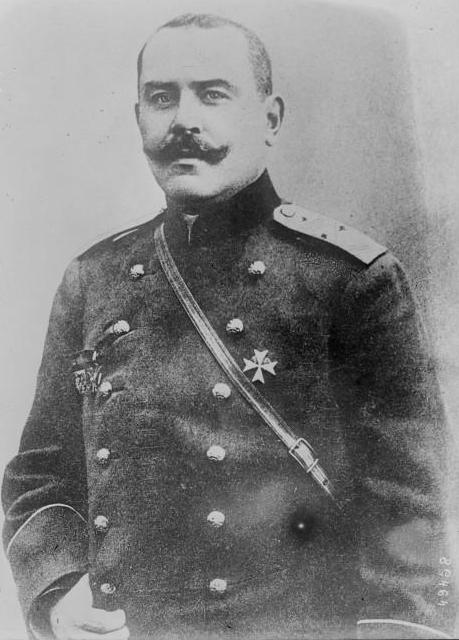
Vladimir Dragomirov.

Vladimir Michajlovitj Dragomirov (ryska: Владимир Михайлович Драгомиров), född 7 februari 1867, död 29 januari 1928 i Zemun, Jugoslavien, var en rysk militär. Han var son till Michail Dragomirov. 
Dragomirov blev officer 1886, generalmajor 1907, vid första världskrigets utbrott stabschef vid tredje armén (under Nikolaj Ruzskij), därefter stabschef vid "sydvästra fronten", armékårschef, chef för "norra fronten" (juni 1917) och slutligen (i september samma år) chef för "sydvästra fronten". I november 1918 blev han premiärminister i en antibolsjevikregering, i oktober 1919 president i Anton Denikins "politiska råd", militärguvernör i Kiev och befälhavare för därvarande trupper (tillhörande Denikins armé).